# Friedrich Fischer (Brauer)
Friedrich Fischer (* 1827 in Erding; † 1890 ebenda) war ein deutscher Brauer und Posthalter.

## Leben

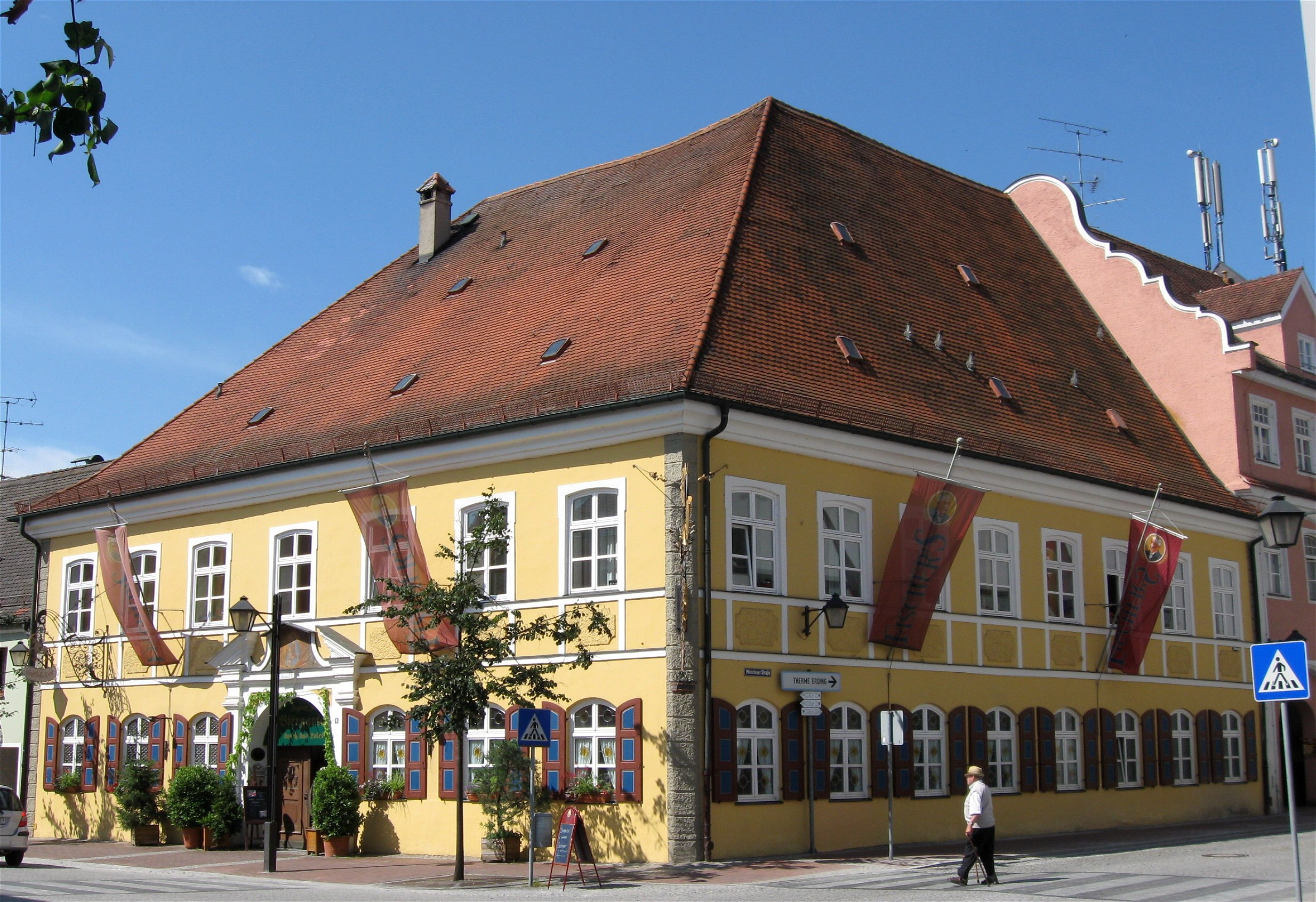
Gasthof zur Post in der Friedrich-Fischer-Straße 6 in Erding

Friedrichs Vater Joseph Fischer war Bierbrauer, Gaststättenbesitzer und Posthalter. 1838 kaufte er in Erding die Brauerei mitsamt dem dazugehörigen Wirtshaus; aus dem Reschbräu wurde der Postbräu.
Friedrich Fischer lernte ebenfalls Braumeister und führte das Unternehmen ab 1856. Mit seiner Frau Katharina (1831–1894) hatte er drei Kinder, die alle vor ihm verstarben. Weil ein Nachfolger fehlte, entschloss sich das Ehepaar, eine Stiftung zu gründen.

## Fischer’s Wohltätigkeitsstiftung

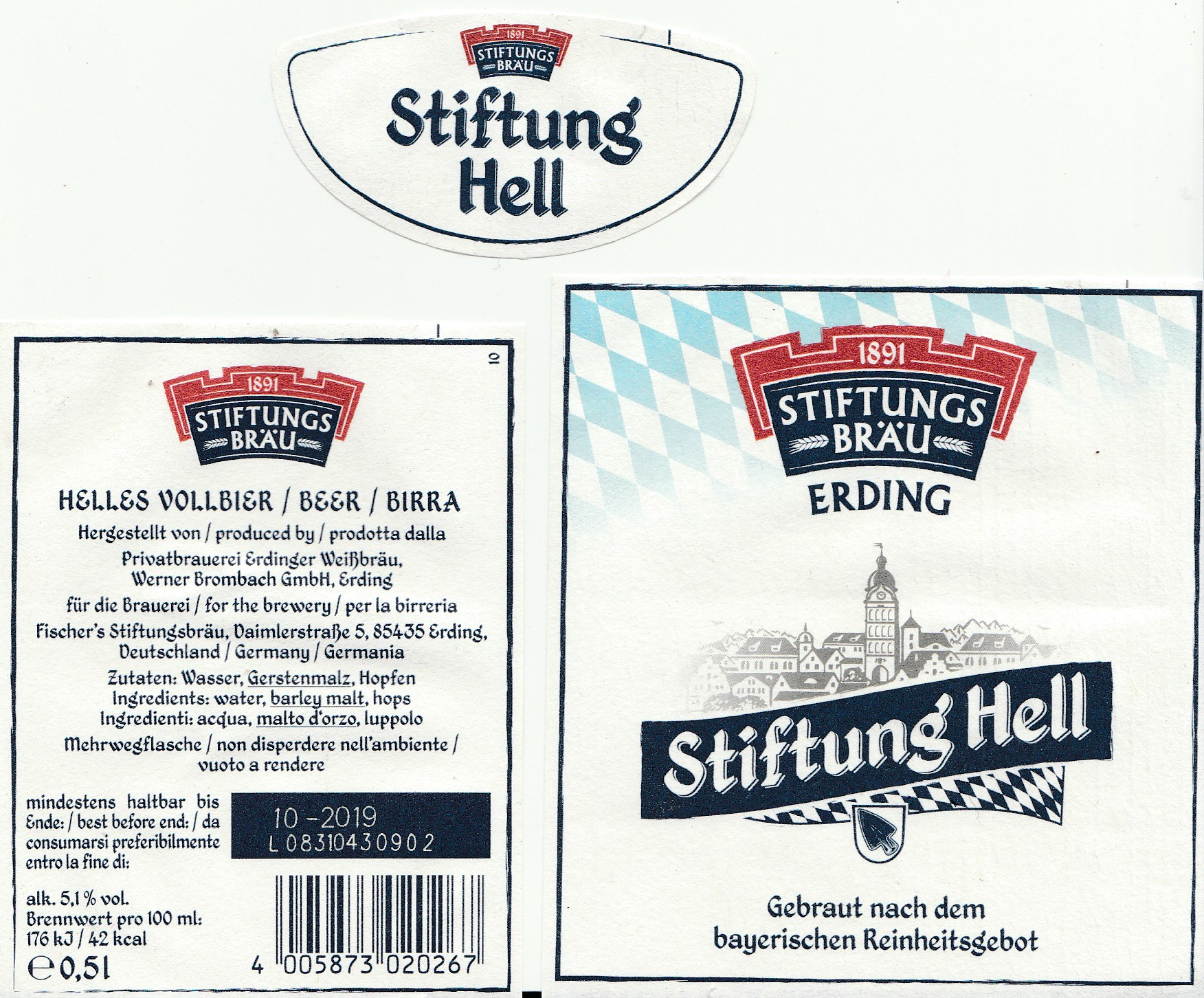
Etikett von Fischer's Stiftungsbräu

1891, ein Jahr nach dem Tod Friedrich Fischers, begann die Fischer’s Wohltätigkeitsstiftung ihre Arbeit. Ländereien und die Brauerei der Familie Fischer bildeten die Grundlage für soziale Werke. Unter dem Namen Fischer’s Stiftungsbräu lag der Jahresausstoß anfangs bei 10.000 Hektolitern. Modernisierungen wie 1892 die Elektrifizierung des Betriebes, 1930 ein neues Sudhaus oder 1963 die Erweiterung des Gärkellers, sicherten bis in die 1980er-Jahre den Ertrag. Dann konnte der Betrieb nicht mehr aufrechterhalten werden. 
1991 übernahm die Privatbrauerei Erdinger Weißbräu das Unternehmen. Im März 2022 wurde die Marke Fischer’s Stiftungsbräu durch Erdinger Brauhaus ersetzt.

## Ehrungen

Fischers Grabkapelle auf dem Städtischen Friedhof Erding-Sankt Paul

- Im Erdinger Zentrum wurde die Friedrich-Fischer-Straße nach Fischer benannt.
- Seit 2000 erinnern zwei Bronzestatuen an  Katharina und Friedrich Fischer am Katharina-Fischer-Platz.[4][5]